# Старі Габи
Старі Габи (біл. вёска Старыя Габы) — село в складі Мядельського району Мінської області, Білорусь. Село є адміністративним центром Старогабської сільської ради, розташоване в північній частині області.